# Circle on Cavill
Il Circle on Cavill è un complesso residenziale formato da due grattacieli a torre della città di Gold Coast in Australia.

## Storia
I lavori di costruzione della torre sud, iniziati nel 2004, vennero ultimati nel 2006; quelli della torre nord, invece, vennero ultimati nel 2007.

## Descrizione
La torre nord, con i suoi 220 metri d'altezza per 70 piani, è il terzo edificio più alto della Costa d'Oro australiana. La torre sud, invece, con 50 piani e un'altezza di 158 metri, è il nono edificio più alto della città.